# Sant Marçal de Quarantella
Sant Marçal de Quarantella es una entidad de población española del municipio de Vilademúls, perteneciente a la provincia de Gerona, en la comunidad autónoma de Cataluña.

## Toponimia
El lugar puede aparecer referido como «Sant Marçal de Quarantella», «Vilademuls», «San Marcial de Corantella» y «San Marcial de Vilademuls».

## Historia
Hacia mediados del siglo XIX, el lugar, ya por entonces perteneciente a Vilademúls, tenía contabilizada una población de veinte habitantes. Aparece descrito en el decimotercer volumen del Diccionario geográfico-estadístico-histórico de España y sus posesiones de Ultramar de Pascual Madoz con las siguientes palabras:

SAN MARCIAL DE CORANTELLA ó DE VILADEMULS: l. que forma ayunt. con Vilademuls, en la prov., part. jud. y dióc. de Gerona, aud. terr. y c. g. de Barcelona. Tiene una igl. parr. (San Marcial) servida por un cura de ingreso, de provision real y ordinaria. pobl.: 4 vec., 20 alm. cap. prod.: 396,400 rs. imp.: 9,910.
(Madoz, 1849, p. 725)

En 2022, tenía empadronada una única habitante.